# Świerklany (gmina)
Świerklany (do 1954 gmina Jankowice Rybnickie, niem. Schwirklan) – gmina wiejska w Polsce położona w województwie śląskim, w powiecie rybnickim. W latach 1975–1998 gmina administracyjnie należała do województwa katowickiego.
Oficjalna siedziba gminy to Jankowice-Rybnickie, choć urząd gminy znajduje się od 2018 roku we wsi Świerklany (w Świerklanach Górnych).
Gmina Świerklany znajduje się w kwadracie nakreślonym przez 4 miasta subregionu rybnickiego: Rybnik, Wodzisław Śląski, Żory i Jastrzębie-Zdrój. Przez teren gminy przebiega autostrada A1, a nieopodal ulicy Żorskiej w Świerklanach (ciąg drogi wojewódzkiej nr 932) zlokalizowany jest węzeł drogowy wraz z całym zapleczem.
Według danych z 31 grudnia 2017 roku gminę zamieszkiwało 12347 osób.

## Struktura powierzchni
Według danych z 2002 gmina Świerklany ma obszar 24,02 km², w tym:
- użytki rolne: 62%
- użytki leśne: 15%

Gmina stanowi 10,69% powierzchni powiatu.

## Demografia

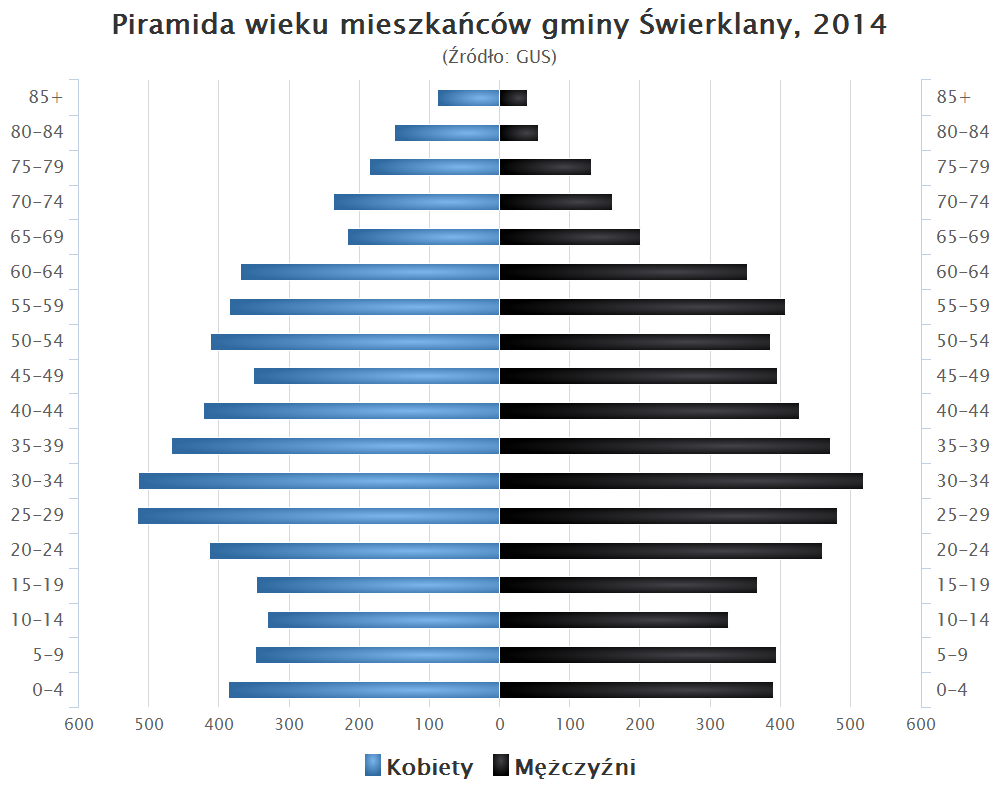
Piramida wieku mieszkańców gminy Świerklany w 2014 roku

Dane z 2010:
| Opis                              | Ogółem | Ogółem | Kobiety | Kobiety | Mężczyźni | Mężczyźni |
| --------------------------------- | ------ | ------ | ------- | ------- | --------- | --------- |
| Jednostka                         | osób   | %      | osób    | %       | osób      | %         |
| Populacja                         | 11 615 | 100    | 5914    | 50,9    | 5701      | 49,1      |
| Gęstość zaludnienia [mieszk./km²] | 483,6  | 483,6  | 246,2   | 246,2   | 237,3     | 237,3     |

## Miejscowości i sołectwa
Na terenie gminy znajdują dwie miejscowości podstawowe: Jankowice i Świerklany.
Gmina utworzyła sołectwo w Jankowicach oraz dwa w Świerklanach, obejmujące teren dawnych wsi Świerklany Dolne, Świerklany Górne.

## Historia
W 1920 na terenie Świerklan odbył się strajk szkolny, w którym żądano nauki w języku polskim i kursów polskich dla nauczycieli. 4 lipca 1922 nastąpiło uroczyste przejęcie Jankowic i Świerklan przez władze polskie. Od 1 stycznia 2000 siedzibą gminy były Jankowice, natomiast do 31 grudnia 1999 były nią Świerklany Górne. Od roku 2019 Urząd Gminy przeniesiono z powrotem do Świerklan Górnych.

## Wójtowie gminy Świerklany
- od 2014 - Tomasz Pieczka
- 2010-2014 - Antoni Mrowiec
- 2006-2010 - Stanisław Gembalczyk
- 2000-2006 - Antoni Mrowiec
- 2000 - Marcin Jeż - osoba pełniąca funkcję organów gminy
- 1998-2000 - Henryka Krypczyk
- 1994-1998 - Piotr Zniszczoł
- 1992-1994 - Adam Marek
- 1990-1992 - Józef Smyczyk

## Sąsiednie gminy
Jastrzębie-Zdrój, Marklowice, Mszana, Rybnik, Żory